# Kurt Fett
Pour les articles homonymes, voir Fett.
Kurt Fett (1910-1980) est un officier supérieur allemand. Il participa à la Conférence de Paris pour l'organisation d'une Communauté européenne de défense en 1953.

## Biographie
Fils du général Albert Fett, Kurt Fett naît à Morhange le 5 mai 1910, à la fin de l'annexion allemande. Fahnenjunker à 18 ans, Fett est affecté au 15e régiment d'infanterie (de) de Cassel. Il sert ensuite dans le 57e régiment d'infanterie à Siegen, avant d'être nommé commandant de l'Académie de guerre de Berlin en novembre 1938.

### Seconde Guerre mondiale
En août 1939, il intègre l'état-major de la 60e division d'infanterie. Il est affecté ensuite à l'état-major de la Wehrmacht à Berlin de juin 1940 à octobre 1941. En novembre 1941, il est renvoyé au front avec la 60e division d'infanterie. En octobre 1942, il est affecté à l'état-major de la 68e Infanterie-Division où il est promu Oberstleutnant en février 1943. À partir de juillet 1943, Albert Fett dirige la section de la planification de l'Oberkommando des Heeres.
Soupçonné de complicité dans l'attentat contre Hitler, Kurt Fett est placé dans la Führerreserve le 25 juillet 1944, et interrogé durant deux semaines par la Gestapo. Finalement blanchi, Kurt Fett remplace le Generalmajor Hellmuth Stieff à la tête du département "Organisation" de l'État-major de la Wehrmacht. Promu Oberst le 9 novembre 1944, Albert Fett reste à son poste jusqu'à la fin de la guerre.

### Après guerre
De 1945 à 1947, il est prisonnier de guerre dans le Schleswig-Holstein. De 1951 à 1956, il travaille pour le Ministère de la Défense allemand. En tant que senior officer, Kurt Fett est membre de la délégation militaire allemande à la Conférence de Paris pour l'organisation d'une Communauté européenne de défense de 1951 à 1953. De 1953 à 1955, Fett succède à D. von Bonin à la tête du département « planification » du futur Ministère de la défense allemand. Il suit notamment les projets concernant l'équipement et les uniformes des soldats de la future Bundeswehr. Déçu par l'échec de la Communauté européenne de défense, il quitte ses fonctions pour devenir directeur de la société industrielle Krupp AG.
Kurt Fett décédera en Allemagne en 1980.

## Sources
- Wolfgang Schmidt: Vom Kalten Krieg zur deutschen Einheit. Analysen und Zeitzeugenberichte zur deutschen Militärgeschichte 1945 bis 1995, Wagner, Armin, Munich, 2002 (p. 732)